# Beké
beké o "béké" es un francés blanco de las Antillas francesas, descendiente de los primeros colonos esclavistas, cuya familia está presente en las islas desde la época colonial; los esclavos negros de Martinica y Guadalupe designaban de esta forma a los amos, el término en criollo martiniqués y guadalupeño es béké.
Los bekés constituyen menos del 1% de la población martiniquesa (aproximadamente 3,000 personas); el término se asocia generalmente al poder económico que detenta este grupo.

## Historia
A diferencia de lo que sucedió en Martinica, bajo ocupación inglesa durante la Revolución Francesa, a Guadalupe llegaron tanto la Revolución como el Terror. La mayoría de los grandes terratenientes (de plantaciones de caña, sobre todo) de la isla fueron guillotinados por las tropas revolucionarias del general Victor Hugues. Los pocos sobrevivientes huyeron a las islas aledañas. Los descendientes de los colonos guadalupeños que no fueron masacrados (pequeños dueños de plantaciones, marineros, comerciantes, militares, etc.) son llamados "blancos-país" ("blanc-péyi").

## Posibles etimologías
No hay certeza sobre el origen de la palabra. 
Podría ser de origen africano, proveniente de alguna lengua de los primeros esclavos llevados a las colonias francesas; o una deformación de la frase francesa "blancs des quais" (blancos de los muelles);o una expresión propia de los primeros colonos "He bien quoi?" que los esclavos copiaron por "hé bé ké? (algo así como (¿qué pasa?); y por último, la pronunciación de las iniciales de "Blanc Kréyol" (blanco criollo).